# وليام كينغ (مؤلف)
ويليام كينغ (من مواليد 7 ديسمبر 1959)، والمعروف أيضًا باسم بيل كينج، هو كاتب اسكتلندي لعدد من كتب الخيال العلمي والفانتازيا، أبرزها في سلسلة حب جديد ومطرقة حرب 40,000 من ورسة الألعاب، التي نشرتها بلاك لايبرري، ذراع الخيال في Games Workshop.

## حياة مهنية
كتب كينغ رواية تروسلاير (1999)، وهي أول رواية تُنشر تحت علامة المكتبة السوداء التابعة لـ ورشة الألعاب.
ظهرت شخصياته الأكثر تميزًا، جوتريك وفيليكس، في سلسلة من الروايات، بدءًا من ترولسلاير ، وهي مجموعة من القصص القصيرة المنشورة سابقًا والجديدة. شخصيته التالية الأكثر شهرة هي رانجر بلاكمان، أحد أفراد مشاة البحرية الفضائية من عالم إعداد الألعاب Warhammer 40.000 (على الرغم من أن الشخصية كانت موجودة بالفعل في اللعبة والمواد الخلفية، إلا أن كينغ أخذه ووسع تاريخه في سلسلة الروايات).
وقع صفقة مكونة من ثلاثة كتب مع المكتبة السوداء في عام 2010 والتي ستركز على الإخوة الجان تيريون وتيكليس.
أمضى كينغ قبل انتقاله إلى جمهورية التشيك، عددًا من السنوات كمصمم لشركة GW، حيث ساهم في عوالم ألعابهم (حيث تدور أحداث الكثير من رواياته أيضًا). وقد كتب أيضًا رباعية من الكتب التي تصور ملائكة الموت والمتوفرة في جمهورية التشيك وإسبانيا وألمانيا.
تزوج من صديقته منذ فترة طويلة، رادكا، في 24 سبتمبر 2005، ويعيش في براغ مع عائلته. أحدث أعمال كينغ كان إليدان: وورلد أوف ووركرافت لصالح بليزارد إنترتينمنت، صدر في مارس 2016

## فهرس

### سلسلة روايات
مسلسل جوتريك وفيليكس
ثلاثية تيريون وتيكليس
ثلاثية الحملة الصليبية مشاريان
مسلسل راغنار بلاكمان
رباعية تيرارش
قصص قصيرة

## روابط خارجية
- مدونة ويليام كينغ الرسمية
- الموقع الرسمي للمكتبة السوداء
- وليام كينغ  على قاعدة بيانات الخيال التأملي على الإنترنت